# Grawlix

Grawlix

Grawlixes zijn typografische symbolen, die gebruikt worden ter vervanging van scheld- en vloekwoorden. Het kan gezien worden als een vorm van censuur.

## Oorsprong
De term grawlix werd verzonnen door cartoonist Mort Walker. In 1964 schreef hij het artikel "Let's Get Down to Grawlixes", een satirisch stuk voor de National Cartoonists Society. Hij beschreef grawlix ook in het boek The Lexicon of Comicana, dat gepubliceerd werd in 1980.